# 第三代埃塞克斯伯爵羅伯特·德弗羅

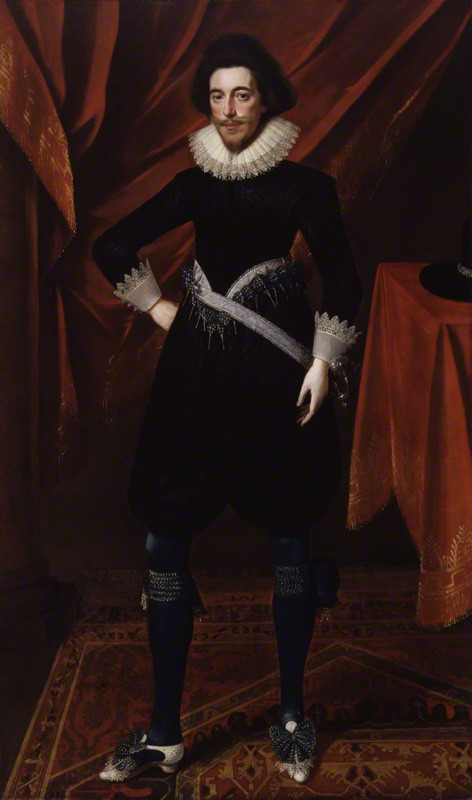
第三代埃塞克斯伯爵罗伯特·德弗罗

第三代埃塞克斯伯爵罗伯特·德弗罗（英語：Robert Devereux, 3rd Earl of Essex,1591年1月11日—1646年9月14日）17世纪上半叶英国议员和军人，1642年英国内战开始时担任议员军第一任总司令，该派又称为圆颅党。但是，由于未对查理一世的保王党军队施加决定性打击，最终被奥利弗·克伦威尔和托马斯·费尔法克斯取代，埃塞克斯伯爵于1646年辞职。父亲为第二代埃塞克斯伯爵羅伯特·德弗羅，母亲为弗朗西斯·沃尔辛厄姆的女儿弗兰西丝·沃尔辛厄姆。